# Verfassungskommission des Saarlandes
Die Verfassungskommission des Saarlandes bestand zwischen Mai und September 1947 und arbeitete die Verfassung des Saarlandes aus. Präsident der Kommission war Johannes Hoffmann, saarländischer Ministerpräsident zwischen Dezember 1947 und 1955.

## Geschichte und Mitglieder
Um eine Verselbstständigung des Saarlandes zu erreichen, die einer demokratischen Legitimation in Form einer Landesverfassung bedurfte, erteilte der französische Außenminister Georges Bidault am 13. Februar 1947 dem Gouverneur des Saargebietes Gilbert Grandval den Auftrag, eine Verfassungskommission zur Ausarbeitung einer saarländischen Verfassung einzusetzen. Die Vorbereitungen dazu sollte Erwin Müller, der Vorsitzende der Verwaltungskommission des Saarlandes, treffen. Die Verwaltungskommission berief mit der „Rechtsanordnung über die Einsetzung der Verfassungskommission des Saarlandes vom 23. Mai 1947“ ein 20-köpfiges Gremium, dessen Mitglieder auf Vorschläge der Parteien ausgewählt worden waren. Die Verfassungskommission bestand aus zehn Mitgliedern der CVP, fünf Mitgliedern der SPS, jeweils zwei Mitgliedern der KPS und der DPS sowie dem parteilosen Juristen Alfred Levy als Sachverständiger der Militärregierung und sollte bis zum 15. September 1947 einen Verfassungsentwurf ausarbeiten. Die Vorlage des Entwurfs erfolgte am 20. September, die Bekanntgabe an die Öffentlichkeit durch die Verwaltungskommission am 25. September, wenige Tage vor der Landtagswahl.
- KP: 2
- SPS: 5
- DPS: 2
- Sonst.: 1
- CVP: 10

Die Verfassungskommission bestand aus zwanzig Mitgliedern. Am 24. Juli 1947 wurde Angelika Braun als einziges weibliches Mitglied der Kommission anstelle von Willi Lawall ernannt.

### Mitglieder
- Louis Arend, Saarbrücken (MdL 1947)
- Heinz Braun, Saarbrücken (MdL 1947)
- Alfons Diwo, Fremersdorf
- Johannes Hoffmann, Saarbrücken (MdL 1947)
- Karl Hoppe, Saarbrücken (MdL 1947)
- Richard Kirn, Sulzbach (MdL 1947)
- Bartholomäus Koßmann, Saarbrücken (MdL 1947)
- Josef Kurtz, Ritthof (MdL 1947)
- Willi Lawall, Dudweiler (ausgeschieden am 24. Juli 1947)
  - ersetzt durch Angelika Braun, Saarbrücken (MdL 1947)
- Alfred Levy[4], Saarbrücken
- Gustav Levy[5][6], Saarbrücken (MdL 1947)
- Peter Michely, Güdingen
- Edmund Müller, Schwalbach
- Erwin Müller, Saarbrücken (MdL 1947)
- Hermann Neu, St. Ingbert (MdL 1947)
- Fritz Nickolay, Dudweiler
- Hans Ruffing, Saarlouis (MdL 1947)
- Paul Schütz, St. Wendel (MdL 1947)
- Albert Werle, Saarbrücken
- Peter Zimmer, Saarbrücken (MdL 1947)